# Хмелевский район
Хмелевский район (укр. Хмелівський район) — бывшая административно-территориальная единица Зиновьевского округа, а также Одесской и Кировоградской областей Украинской ССР, с центром в селе Хмелевое.

## История
Образован 7 марта 1923 года из территорий бывших Хмелевской, Эрделевской, Акимовской, Петровской и Петроостровской волостей Елисаветградского уезда и вошёл в состав Елисаветградского (с августа 1924 — Зиновьевского) округа Одесской губернии. В сентябре 1930 года все округа в Украинской ССР были ликвидированы и Хмелевский район перешёл в прямое подчинение руководству республики. Тогда же в его состав вошла территория упразднённого Злынковского района.
В 1932 году Хмелевский район вошёл в состав новообразованной Одесской области. В 1935 году 3 сельских совета района вошли в состав восстановленного Маловисковского района. Указом Президиума Верховного Совета СССР от 10 января 1939 года район включён в состав образованной этим же указом Кировоградской области.
Район был расформирован в ходе административной реформы в СССР, в декабре 1962 года. Его территория была разделена между Маловисковским, Новоукраинским и Новоархангельским районами. В отличие от большинства упразднённых в ходе реформы районов, после её сворачивания в 1965—1966 годах Хмелевский район восстановлен не был.

## Состав района
По состоянию на 1946 год, район включал в себя следующие населённые пункты:
- Акимовский сельский совет:
  - Акимовка
  - хутор Акимовский
  - хутор Андреевка
  - хутор Шевченков
- Андреевский сельский совет:
  - Андреевка
  - Анновка
  - Софиевка
- Берёзовский сельский совет:
  - Берёзовка
  - Новопетровка
  - Червоный Кут
- Ворошиловский сельский совет:
  - Ворошиловка
  - Марьяновка
  - Петровка
- Глодосский сельский совет:
  - Глодосы
  - Казакова Балка
- Ивановский сельский совет:
  - Вукитичево
  - Ивановка
- Кировский сельский совет:
  - Кировка
  - Кировка Вторая
  - Новосёловка
  - Одрадовка
- Копанковский сельский совет:
  - Копанки
  - Моргуновка
  - Полоховка
  - хутор Великопетроостровский
- Крупский сельский совет:
  - Крупское
  - Сухолетовка
  - хутор Романовка
  - хутор Сокуровка
  - хутор Щербатовка
- Ленинский сельский совет:
  - Ленина
  - Ледяное
- Миропольский сельский совет:
  - Дорофеевка
  - Мирополь
  - Новая Становка
  - хутор Межиречка Первая
  - хутор Межиречка Вторая
- Нововознесенский сельский совет:
  - Егоровка
  - Нововонесенка
- Новониколаевский сельский совет:
  - Новониколаевка
- Новоалександровский сельский совет:
  - Новоалександровка
  - хутор Подлесный
  - хутор Червоная Поляна
- Новопавловский сельский совет:
  - Новопавловка
- Перловский сельский совет:
  - Михайловка
  - Перловка
  - хутор Петровка
  - хутор Подымка
- Петроостровский сельский совет:
  - Мостовое
  - Петроостров
  - хутор Дубовка
  - хутор Каряжевка
  - хутор Лев-Балка
- Спасский сельский совет:
  - Пятихатки
  - Спасское
  - Успеновка
- Сталинский сельский совет:
  - Сталина
  - хутор Караказелевский
- Хмелевский сельский совет:
  - Новогригоровка
  - Хмелевое
  - хутор Запашка